# Arkasz
Arkasz (görögül: Αρκάς)  Zeusz és Kallisztó nimfa fia volt a görög mitológiában. Anyját Artemisz bosszúból medvévé változtatta, így a gyermeket Maja nevelte. Arkaszból vadász lett. Egy napon vadászat közben találkozott medve-anyjával és már majdnem lenyilazta, amikor Zeusz megsajnálta egykori kedvesét és mindkettőjüket az ég csillagai közé emelte. A Nagy Medve (Kallisztó) és a Kis Medve (Arkasz) az Északi-sark két jellegzetes csillagképe. (Etimológiailag az Arkasz  név jelentése medve.)
Egy másik változat szerint, amikor kiderült, hogy Kallisztó szüzességi fogadalmát megszegve Zeusztól gyermeket vár, Artemisz – akinek kedvenc nimfája volt – oly haragra gerjedt, hogy medvévé változtatta és örökre száműzte kíséretéből. Kallisztó ettől fogva az erdőben élt. Egy ízben, mikor Arkasz vadászott, anyja meghallotta a hangját és szaladt hozzá, hogy üdvözölje–megölelje őt. Arkasz megrémült és majdnem megölte anyját, de Zeusz (vagy Artemisz) közbeavatkozott, és mindkettőjüket csillaggá változtatta: a Nagy Medve és a Kis Medve csillagképpé.
Hérát bosszantotta, hogy Kallisztó és Arkasz csillagokká lettek, ezért nővéréhez Téthüsz tengeristennőhöz fordult segítségért. Téthüsz megátkozta a két csillagot, hogy örökké forogjanak és sohase pihenjenek meg a horizont alatt – hosszú időn át ez volt a magyarázat arra, hogy  két  „álló” csillag miért kering az Északi-pólus körül.
Arkasz, Árkádia névadó hőse és királya. Eratótól született fia, Azan.